# Villiersocerus aureosuturalis
Villiersocerus aureosuturalis là một loài bọ cánh cứng trong họ Cerambycidae.